# The Conversion of the Jews

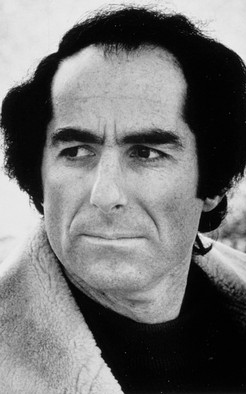
Phillip Roth - 1973

The Conversion of the Jews (deutsch: Die Bekehrung der Juden) ist eine Kurzgeschichte des jüdisch-amerikanischen Schriftstellers Philip Roth, die nach der Erstveröffentlichung im Frühjahr 1958 in The Paris Review zusammen mit einem Kurzroman und vier weiteren Erzählungen im selben Jahr in den Sammelband Goodbye, Columbus and Five Short Stories im Bostoner Houghton Mifflin Verlag 1959 aufgenommen wurde.
Die deutsche Erstausgabe erschien 1962 in der Übersetzung von Herta Haas unter dem Titel Die Bekehrung der Juden in der Sammlung Goodbye, Columbus. Ein Kurzroman und fünf Stories im Rowohlt Verlag, Reinbek bei Hamburg.

## Inhaltsangabe
Die Bekehrung der Juden schildert in drei Schlüsselepisoden die adoleszenten Rebellionsversuche und Auflehnung eines dreizehnjährigen jüdisch-amerikanischen Jugendlichen gegen überkommene grundlegende Dogmen bzw. Doktrinen des jüdischen Glaubens und die daraus im Zuge seiner Selbstfindung und Selbstbehauptung entstehenden Konflikte mit dem Rabbiner seiner Gemeinde.
Die Erzählung spielt im Nachkriegsamerika der 1950er Jahre in New York City oder Umgebung, wahrscheinlich in Roths Geburtsort Newark, acht Meilen westlich von New York.
Der Protagonist dieser Erzählung Roths, Oscar Freedman (genannt „Ozzi“) nimmt zur Vorbereitung seiner Bar Mitzvah am Religionsunterricht in der Hebräischschule der Synagoge bei dem noch jungen und unerfahrenen dreißigjährigen Rabbiner Marvin Binder teil.
In seiner ersten Auseinandersetzung mit dem Rabbiner stellt der wissensdurstige, aufgeweckte Ozzi im Unterricht die Vorstellung der Juden als des von Gott auserwählten Volkes in Frage, da diese nicht mit den Grundsätzen der amerikanischen Unabhängigkeitserklärung übereinstimme, dass alle Menschen von Geburt gleich seien. Die anschließenden Bemühungen des Rabbiners, zwischen politischer Gleichheit und geistigem Erwähltsein zu unterscheiden, können ihn nicht überzeugen; selbst die Einflussnahme und körperliche Bestrafung durch seine Mutter, die der Rabbiner zuvor zu einem Gespräch in die Synagoge bestellt hat, können ihn nicht von seiner hartnäckigen Kritik abbringen.
In der zweiten Konfrontation mit dem Rabbiner hinterfragt Ozzi in einer Diskussionsrunde in der Hebräischen Schule die Reaktionen seiner Mutter und Großmutter auf einen Flugzeugabsturz: er fragt sich, warum seine Angehörigen nur an der Liste der jüdischen Opfer der Katastrophe interessiert sind, und möchte wissen, warum der Tod eines Juden eine größere „Tragödie“ darstelle als der eines christlichen Amerikaners. Die anschließenden abstrakten Erklärungsversuche und abschweifenden Ausführungen des Rabbis über „kulturelle Einheit“ bleiben für ihn unbefriedigend und beantworten, wie Ozzi dem Rabbi vor der Klasse mitteilt, nicht seine eigentliche Frage; wiederum wird seine Mutter zum Rabbiner bestellt.
In der dritten und entscheidenden Konfrontation zwischen Ozzi und dem Rabbiner Binder geht es um die Erklärung des Rabbis im Unterricht, dass Christus nicht der Sohn Gottes sein könne, da es nicht möglich sei, dass Maria ihn als Jungfrau zur Welt gebracht habe. Ozzi stellt dem die Behauptung gegenüber, dass, wenn Gott allmächtig sei und die Erde in sechs Tagen habe erschaffen können, es für ihn ebenso möglich gewesen sein müsse, Maria auch ohne Geschlechtsverkehr ein Kind empfangen zu lassen. Wie zuvor bittet der Rabbiner Ozzis Mutter zu sich. Noch vor ihrer Ankunft fordert er jedoch den Jungen in der Fragestunde noch einmal heraus, um „Ozzi die Mucken ein für alle Mal auszutreiben“.
Als Ozzi dem Rabbiner in der Auseinandersetzung daraufhin vorwirft, dieser verstehe nichts von Gott, schlägt ihm der aufgebrachte Rabbi die Nase blutig. Ozzi beschimpft danach den Rabbiner und flüchtet, in die Enge getrieben, durch eine Falltür auf das Dach der Synagoge, wohin der Rabbiner ihm nicht folgen kann.
Der Rabbi versucht nun von der Straße aus, Ozzi dazu zu bewegen, vom Dach herunterzukommen. Es gibt einen großen Menschenauflauf; die Feuerwehr erscheint und spannt ein Sprungtuch auf. Trotz der Drohungen und flehenden Bitten ist Ozzi zunächst nicht bereit, das Dach zu verlassen, da er erkennt, welche Macht er plötzlich gewonnen hat.
Erst als der Rabbi, seine inzwischen dazu gekommene Mutter und die anderen Zuschauer auf Ozzis Forderung hin auf den Knien bekennen, dass „Gott ohne Geschlechtsverkehr ein Kind machen kann“, dass „sie an Jesus Christus glaubten“ und dass der Rabbi und seine Mutter nie mehr „jemand wegen Gott schlagen“ würden, springt er in das aufgespannte Sprungtuch.

## Interpretationsansatz
Die Bekehrung der Juden thematisiert anhand einer vergleichsweise einfachen Ausgangssituation die für das Werk Roths zentrale Problematik der Identitätssuche des Juden in der modernen amerikanischen Gesellschaft im Konflikt mit seinem jüdischen Umfeld und Milieu, hier im Rahmen einer Initiationsgeschichte in der Adoleszenzphase des Protagonisten.
In der Auseinandersetzung des jugendlichen Protagonisten mit der religiösen Überlieferung und Autorität entfaltet Roth dabei zugleich die grundlegende Thematik des Aufeinanderprallens nicht nur von jüdischer Orthodoxie und liberaler Assimilation in die zeitgenössische amerikanische Wirklichkeit, sondern ebenso von menschlicher Individualität und sozialer Konformität, von Toleranz und Intoleranz.
Ozzis beständige Versuche, die Aussagen und Erläuterungen des Rabbi kritisch zu hinterfragen, um gegenüber dem ihm Vorgegebenen, aber seiner Einsicht Entgegenstehenden, zu einer begründeten eigenen Anschauung zu gelangen, bringen den Rabbiner immer wieder aus dem Gleichgewicht und enthüllen zugleich seine letztlich bornierte Geisteshaltung sowie Intoleranz anderen politischen, philosophischen oder religiösen bzw. theologischen Sichtweisen gegenüber.
Im Gegensatz zu seinem Freund Itzie und den übrigen Klassenkameraden, die sich im Unterricht völlig indifferent bzw. teilnahmslos und anpassungsbereit verhalten, nimmt Ozzi den Hebräischunterricht und die Aussagen des Rabbi sehr ernst und ist um ein eigenes tieferes Verständnis bemüht. Als der Rabbi Ozzi ärgerlich fragt, warum dieser so langsam aus dem hebräischen Buch vorlese, entgegnet Ozzi, er könne auch schneller lesen, würde dann aber den Text nicht verstehen.
Seine „subversiven“ Fragen entspringen mithin nicht einem Unglauben, sondern den Widersprüchen, die er in seiner alltäglichen Erfahrungswirklichkeit in einer vornehmlich christlich geprägten Gesellschaft erlebt, und spiegeln insoweit seine gedankliche Verwirrung sowie sein Bestreben nach Klärung und Wahrheitssuche. Rabbi Binder besteht dagegen auf mechanischer Lesegeschwindigkeit; in seinem formalen, dogmatischen Glauben ignoriert er ungeduldig alle Widersprüchlichkeiten, die den Jungen beschäftigen; seine abstrakten, abschweifenden Erklärungsversuche liefern keine Antworten auf dessen Fragen. Da er den Zweifeln des Dreizehnjährigen gegenüber keine überzeugenden Argumente vorbringen kann, um die Unvereinbarkeit der Vorstellung eines auserwählten jüdisches Volkes mit dem Gleichheitsdenken, das die amerikanische Gesellschaft ideologisch prägt, aufzulösen bzw. um die Göttlichkeit Christi zu leugnen, versucht er seine angeschlagene Autorität durch Druck und Zwang wiederherzustellen. Ozzi kritische Fragen sind aus seiner Sicht nur eine zusätzliche innere Bedrohung für die jüdische Religionsgemeinschaft, die bereits grundsätzlich in der mehrheitlich christlich ausgerichteten amerikanischen Gesellschaft in ihrer religiösen Identität gefährdet ist. Die selbstgerechten Versuche des Rabbi Binder, Ozzi notfalls mit Gewalt in lächerlich „diktatorisch“ wirkender Weise zum richtigen Glauben zu zwingen, dokumentieren jedoch einzig seine eigene Engstirnigkeit, Starrheit, Intoleranz und Unfähigkeit.
Die Umkehr der Rollen und Machtverhältnisse im Schlussteil dieser durchaus ironischen, komischen und zugleich auch satirischen Erzählungs Roths deutet allerdings nicht auf eine Bekehrung der Juden, die vor der Synagoge um Ozzis Leben bangen, wie der Andrew Marvells Gedicht To His Coy Mistress (1681) als intertextuelles Zitat entnommene Titel der Geschichte zunächst vermuten lässt.
Die Zeile aus Marvells Gedicht bezieht sich auf das Jüngste Gericht, das im Alten Testament als apokalyptische Offenbarung sowohl des abschließenden göttlichen Gerichts als auch der Erlösung die Endzeit einer neuen Welt und Geschichte für die Menschheit ankündigt. Roths ironisch-satirische Manipulation dieses Konzeptes durch die völlig unverhältnismäßige Parallelisierung mit der wild die Arme schwenkenden, „wie eine Maschine“ kreischenden Erscheinung Ozzis auf dem Dach der Synagoge zeigt jedoch in aller Deutlichkeit, dass Ozzi keinesfalls als die Vision eines neuen Messias zu verstehen ist.
Zwar zwingt Ozzi den Rabbi, seine Mutter und übrigen Anwesenden in die Knie wie beim christlichen Gebet, in den katechisierten Bekenntnissen, die er anschließend von dem Rabbiner erzwingt, geht es ihm jedoch weniger um eine grundlegende theologische Unterscheidung zwischen Juden- und Christentum oder gar um eine Konvertierung der Juden als vielmehr um die im Grunde monotheistische Vorstellung der Allmacht Gottes sowie die Anerkennung elementarer Gesetzmäßigkeiten des logischen Schlussfolgerns und damit die Abkehr von unlogischen, intoleranten Dogmen: Wird die Allmacht Gottes angenommen, dann schließt dies einfach aus rein logischen Gründen die Vorstellung ein, Gott könne „ohne Geschlechtsverkehr ein Kind machen“.
Ozzi symbolisch überhöhter Sprung in die Tiefe am Ende der Erzählung bleibt mehrdeutig; auch wenn dieser Sprung in das gelbe Netz als Rückkehr Ozzis in die jüdische Konformität gedeutet werden kann, so leuchtet dieses Netz im Dunkel des beginnenden Abends zugleich wie ein christlicher Heiligenschein und stellt damit wiederum alle religiöse Dogmatik oder Orthodoxie in Frage. Wie Link in seiner Deutung ausführt, kehrt Ozzi „gewissermaßen wieder in die Arme der Gemeinde zurück, die allerdings seine Eigenständigkeit nun anerkannt hat.“

## Wirkungsgeschichte
Die Bekehrung der Juden wird in der zeitgenössischen literaturwissenschaftlichen bzw. literaturkritischen Rezeption überwiegend als beeindruckende Kurzgeschichte und (entwicklungs-)psychologische Studie der adoleszenten Auflehnung gegen großspurige Autorität („impressive short story“, „psychologic study of adolescent rebellion against pretentious authority“) betrachtet und als aufschlussreiches Beispiel der jüdischen Variation der Thematik des Aufwachsens innerhalb einer ethnischen Minorität im Nachkriegsamerika gesehen („instructive example of the Jewish variation of ’growing up ethnic‘ in postwar America“).
Roths wirklichkeitsgetreue und lebendige („vivid“) Ausgestaltung des Sprachverhaltens der beiden jugendlichen Charaktere von Itzie und Ozzi in den dialogischen Passagen der Erzählung wird mit J. D. Salingers präziser Gestaltung des jugendlichen Sprachverhaltens in The Catcher in the Rye  (1951, dt.: Der Fänger im Roggen, 1954) verglichen, das Roth mit seinem sardonisch-satirischen Stil hier sogar noch überbiete („Roth goes further than Salinger, for he ranges from the sardonic to the satiric“).
Vereinzelt wird in literaturwissenschaftlichen Analysen allerdings der teilweise überzogene bzw. überdeutliche Symbolismus Roths in Die Bekehrung der Juden kritisiert. So ist Th. Solotaroff zufolge die Namenssymbolik der Protagonisten offensichtlich so programmatisch, dass ein erfahrener Leser sich gekränkt fühle (d. h. Binder für den Lehrer, der seinen Schüler an das Dogma binden will, und Freedman für den Schüler, der sich aus den Fesseln der religiösen Doktrinen befreien will). Solotaroff beanstandet in seiner Kritik ebenso, dass die Handlung der Geschichte mit ihren zahlreichen „fulminanten“, „witzigen“ sowie „symbolhaften“ Wendungen „schwabbelig“ werde.(„action becomes flabby with its bravura, jokes and symbolism“).
Vonseiten jüdischer (Literatur-)Kritiker ist Roth mehrfach vorgehalten worden, er stelle in The Conversion of the Jews ebenso wie in seinen anderen Erzählungen aus dem Sammelband Goodbye, Columbus die jüdischen Charaktere als „verkommene und lüsterne Geschöpfe“ („depraved and lecherous creatures“) dar, bediene derart als Jude selber die Vorurteile der Nicht-Juden („playing up to Gentile prejudices“) und unterstütze damit den Antisemitismus sogar noch nach dem Holocaust („a Jewish anti-Semite“), indem er sein eigenes Erbe verrate („traitor to his own heritage“) und die Rabbiner verunglimpfe; er sei daher ein „Nestbeschmutzer“ („nest fouler“). Roth reagierte auf diese Vorwürfe mit dem Hinweis auf die Literarizität und Fiktionalität seiner Erzählungen, in denen es nicht um eine realitätsgetreue Abbildung der Wirklichkeit gehe, und rügte seinerseits das undifferenzierte Schwarz-Weiß-Denken („either good-for-the-Jews or no-good-for-the-Jews“) seiner jüdischen Kritiker. Darüber hinaus hob er ausdrücklich hervor, dass es niemals seine Absicht gewesen sei, in seinem erzählerischen Werk die amerikanischen Juden repräsentativ darzustellen.

## Aktuelle Ausgaben
- The Conversion of the Jews. In: Philip Roth: Goodbye, Columbus and Five Short Stories. Houghton Mifflin Verlag, Boston 1989, ISBN 0-395-51850-4. (englischer Originaltext)
- Die Bekehrung der Juden. In: Philip Roth: Goodbye, Columbus. Ein Kurzroman und fünf Stories. Deutsch von Herta Haas. Hanser, München 2010, ISBN 978-3-446-23065-1. (deutsche Übersetzung)

## Sekundärliteratur
- Heiner Bus: Philip Roth · Jüdische Tradition als Irritation und Ausweg aus der Krise. In: Hubert Zapf (Hrsg.): Amerikanische Literaturgeschichte. 2. akt. Auflage, Metzler, Stuttgart / Weimar 2004, ISBN 3-476-02036-3, S. 448–451, hier vor allem S. 148f.
- Thomas David: Philip Roth. Rowohlts Monographien. Rowohlt, Reinbek 2013, ISBN 978-3-499-50578-2, S. 65ff.
- Peter Freese: Philip Roth: “The Conversion of the Jews”. In: Peter Freese: The American Short Story I: Initiation - Interpretations and Suggestions for Teaching. Schöningh Verlag, Paderborn 1986, ISBN 3-506-41084-9, S. 340–366.
- Hartmut Heep: Jewish Conversion Theory: Philip Roth’s “The Conversion of the Jews”. In: Philip Roth Studies, Volume 18, Number 1, veröffentlicht von der Purdue University Press 2022, S. 28–41.
- Gottfried Krieger: Philip Roth. In: Martin Christadler (Hrsg.): Amerikanische Literatur der Gegenwart in Einzeldarstellungen (= Kröners Taschenausgabe. Band 412). Kröner, Stuttgart 1973, ISBN 3-520-41201-2, S. 129–154, hier vor allem S. 138f.
- Franz Link: ”The Conversion of the Jews“, 1959. In: Franz Link: Amerikanische Erzähler seit 1950 · Themen · Inhalte · Formen. Schöningh, Paderborn 1993, ISBN 3-506-70822-8, S. 138f.
- Pierre Michel: Philip Roth: “The Conversion of the Jews”. In: Klaus Lubbers (Hrsg.): Die englische und amerikanische Kurzgeschichte. Wissenschaftliche Buchgesellschaft Darmstadt 1990, ISBN 3-534-05386-9, S. 427–435.